# Il cane di papà
Il cane di papà (Empty Nest) è una serie televisiva statunitense in 170 episodi andati in onda per la prima volta nel corso di sette stagioni dal 1988 al 1995 sull'emittente televisiva NBC. In Italia è stato trasmesso su Raiuno a partire dal 1990.
La serie è uno spin-off della serie televisiva Cuori senza età, fu ideata da Susan Harris e prodotta dalla Touchstone Television. Il concept della serie riprende quello di un'altra sitcom inglese, Caro papà: in entrambe le serie c'è un uomo senza la moglie che vive insieme alle due figlie e ad un grosso cane.

## Lo spin-off
Il tutto ha inizio nell'episodio finale della seconda stagione della serie Cuori senza età, nell'episodio Empty Nests in cui George e Renee Corliss vengono introdotti come vicini di casa, una coppia di mezza età che soffre della sindrome del nido vuoto (in lingua inglese "empty nest syndrome", da cui il titolo originale della serie). La casa dei Corliss è la stessa casa dei Weston, poi protagonisti de Il cane di papà, ed hanno anche loro un noioso vicino di nome Oliver (interpretato da David Leisure che è un attore fisso del cast de Il cane di papà in cui interpreta Charley). In ogni caso, alcuni particolari di questa coppia non convinsero del tutto e alcuni dei dettagli vennero poi cambiati nella stesura definitiva del cast e della sceneggiatura de Il cane di papà.

## Trama
Il pediatra Harry Wetson di Miami è un uomo solo dopo la morte della moglie Libby. Ora si trova affiancato dalle figlie Carol e Barbara. Dai primi episodi si comprende chiaramente che le donne protagoniste di Cuori senza età sono vicine di casa dei Wetson (le attrici Bea Arthur, Rue McClanahan e Betty White fanno tutte un'apparizione).
La figlia maggiore di Harry, Carol, è una nevrotica divorziata di recente, mentre la figlia Barbara (Kristy McNichol) è un ufficiale della polizia. Le due sorelle spesso litigano e si contendono l'attenzione del padre. Altro personaggio spesso in primo piano è il grosso cane di famiglia, Dreyfuss.
Nel 1992, Kristy McNichol lascia la casa e si trasferisce a Tucson e la terza delle figlie, la più giovane, Emily Weston (Lisa Rieffel), si unisce al cast per prenderne il posto. Il suo personaggio non era mai apparso prima, ma se ne era comunque parlato e si era saputo che stava al college.
La Rieffel poi lascia dopo una sola stagione e per le ultime due stagioni rimane soltanto Carol come figlia di Harry Wetson. Barbara ritorna per il finale della serie solo nel 1995.
Un altro personaggio principale è il vicino di casa dei Weston, Charley, un donnaiolo che spesso fa irruzione nella casa senza preavviso, prende in prestito cibo e fa commenti sessisti. Charley ha un particolare rapporto di amore-odio con Carol.
Il lavoro di Harry è un altro punto importante per lo svolgersi della trama. Per le prime cinque stagioni Harry lavora in un ospedale dove è affiancato dalla infermiera Laverne. Nella sesta stagione Harry comincia a lavorare per una clinica diretta dal dottor Maxine Douglas. Laverne, licenziata dal sostituto di Harry all'ospedale, viene ingaggiata poi nella clinica di Douglas.
Altri personaggi che si uniscono al cast nel corso della serie sono il fidanzato di Carol, Patrick, un artista eccentrico. Patrick convince i Weston a fargli usare il loro garage vuoto come suo nuovo studio di pittura, e quando il suo rapporto con Carol si fa serio, vi si trasferisce addirittura in maniera definitiva. Comunque la loro storia d'amore è abbastanza breve perché si interrompe all'inizio della sesta stagione, quando Carol scopre di essere incinta. Dopo la nascita del bambino Carol decide di crescerlo da sola.

## Produzione
Nel 1991 Il cane di papà genera a sua volta uno spin-off, la sitcom Corsie in allegria (Nurses, 68 episodi), una serie televisiva incentrata su un gruppo di infermiere impiegate nello stesso ospedale dove lavora il dottor Weston.
Cuori senza età, Il cane di papà e Corsie in allegria rappresentano uno dei pochi casi nella storia della televisione americana di tre serie TV ideate dalla stessa persona (Susan Harris), ambientate nella stessa città, con i personaggi che si conoscono tra loro e trasmesse sullo stesso canale televisivo nello stesso periodo.
Nel 1989, Richard Mulligan vinse il premio Emmy e il Golden Globe come Miglior Attore Protagonista in una serie comica. La serie ha ricevuto altre nomination per Emmy e Golden Globe nel corso degli anni, soprattutto per Mulligan e Park Overall (quest'ultima nominata tre volte per il Golden Globe).

## Personaggi
- Dr. Harry Weston (stagioni 1-7), interpretato da Richard Mulligan.
- Carol Weston (stagioni 1-7), interpretata da Dinah Manoff.
- Charley Dietz (stagioni 1-7), interpretato da David Leisure.
- Laverne Todd (stagioni 1-7), interpretata da Park Overall.
- Barbara Weston (stagioni 1-7), interpretata da Kristy McNichol.
- Sophia Petrillo (stagioni 1-7), interpretata da Estelle Getty.
- Jeffrey Millstein (stagioni 1-2), interpretato da Edan Gross.
- Dreyfuss (stagioni 2-3), interpretato dal cane Bear.
- Mrs. Lasko (stagioni 3-5), interpretata da Elise Ogden.
- Patrick Arcola (stagione 5), interpretato da Paul Provenza.
- Kevin (stagioni 5-7), interpretato da D. David Morin.
- Dr. Maxine Douglas (stagioni 6-7), interpretata da Marsha Warfield.
- Emily Weston (stagione 6), interpretata da Lisa Rieffel.
- Uomo (stagioni 6-7), interpretato da Sid Melton.
- Ben Braxton (stagione 7), interpretato da Todd Susman.
- Scotty (stagione 7), interpretato da Caston Holmes.

## Episodi
| Stagione         | Episodi | Prima TV USA | Prima TV Italia |
| ---------------- | ------- | ------------ | --------------- |
| Prima stagione   | 22      | 1988-1989    |                 |
| Seconda stagione | 24      | 1989-1990    |                 |
| Terza stagione   | 24      | 1990-1991    |                 |
| Quarta stagione  | 24      | 1991-1992    |                 |
| Quinta stagione  | 26      | 1992-1993    |                 |
| Sesta stagione   | 26      | 1993-1994    |                 |
| Settima stagione | 24      | 1994-1995    |                 |